# Alessandro Bavona
Alessandro Bavona (Bavaona) (ur. 11 maja 1856 w Rocca di Cambio, zm. 19 stycznia 1912 w Wiedniu) – włoski duchowny rzymskokatolicki, arcybiskup, dyplomata papieski.

## Biografia
13 lipca 1901 papież Leon XIII mianował go delegatem apostolskim w Ekwadorze oraz w Peru i Boliwii oraz 17 lipca 1901 arcybiskupem tytularnym pharsalijskim. Przyjął sakrę biskupią z rąk arcybiskupa Quito Pedro Rafaela Gonzáleza y Calixto. Współkonsekratorami byli biskup Bolivaru Arsenio Andrade y Landázuri oraz biskup Ibarry Federico González y Suárez.
13 listopada 1906 został przeniesiony na stanowisko nuncjusza apostolskiego w Brazylii. 2 lutego 1911 wyznaczony nuncjuszem apostolskim w Austro-Węgrzech, gdzie pozostał do śmierci.